# Karl Herrmann (Kameramann)
Karl Herrmann ist ein kanadischer Kameramann und Fotograf.

## Leben
Karl Herrmann studierte von 1978 bis 1982 an der Montana State University – Bozeman und machte seinen Bachelor-Abschluss in Film und Fernsehen. Seitdem arbeitete er als Landschaftsfotograf und Kameramann für Filme wie Mutter mit Fünfzehn, Erfolg um jeden Preis und Das ultimative Weihnachtsgeschenk.
Aktuell lebt er in Vancouver und ist Mitglied der Canadian Society of Cinematographers.

## Filmografie (Auswahl)
Film
- 1996: Der süße Kuß des Todes (A Kiss So Deadly)
- 1996: Mutter mit Fünfzehn (Our Son, the Matchmaker)
- 1997: Erfolg um jeden Preis (Perfect Body)
- 2000: Das ultimative Weihnachtsgeschenk (The Ultimate Christmas Present)
- 2007: Babylon 5 – Vergessene Legenden: Stimmen aus dem Dunkel (Babylon 5: The Lost Tales)

Serie
- 1994–1995: Ein Hauch von Himmel (Touched by an Angel, 11 Folgen)
- 1996: Der Sentinel – Im Auge des Jägers (The Sentinel, eine Folge)
- 1998: Dawson’s Creek (drei Folgen)
- 2001: Special Unit 2 – Die Monsterjäger (Special Unit 2, fünf Folgen)
- 2006: Kyle XY (neun Folgen)